# 広瀬橋 (仙台市)

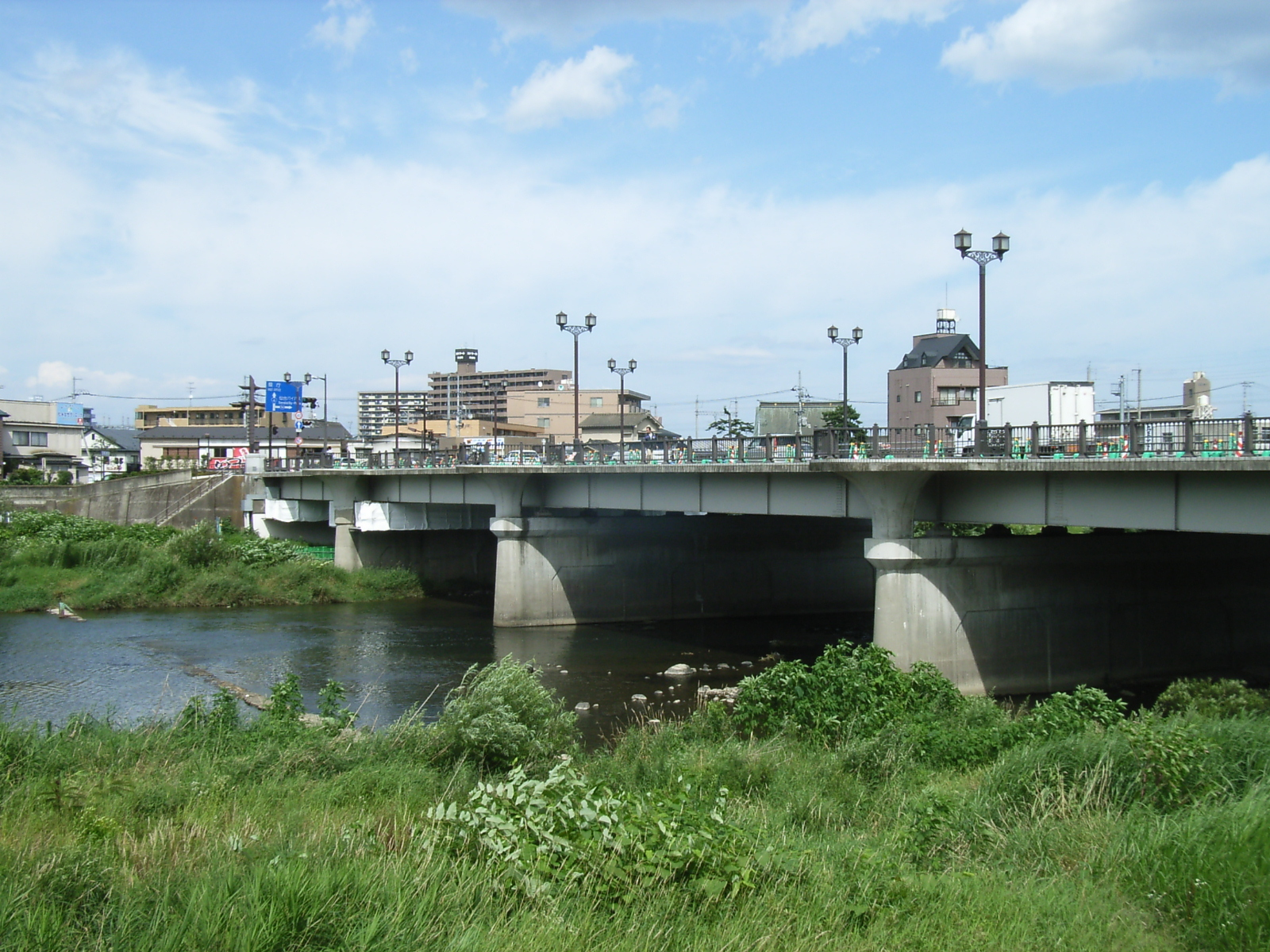
上流側から（2005年7月）

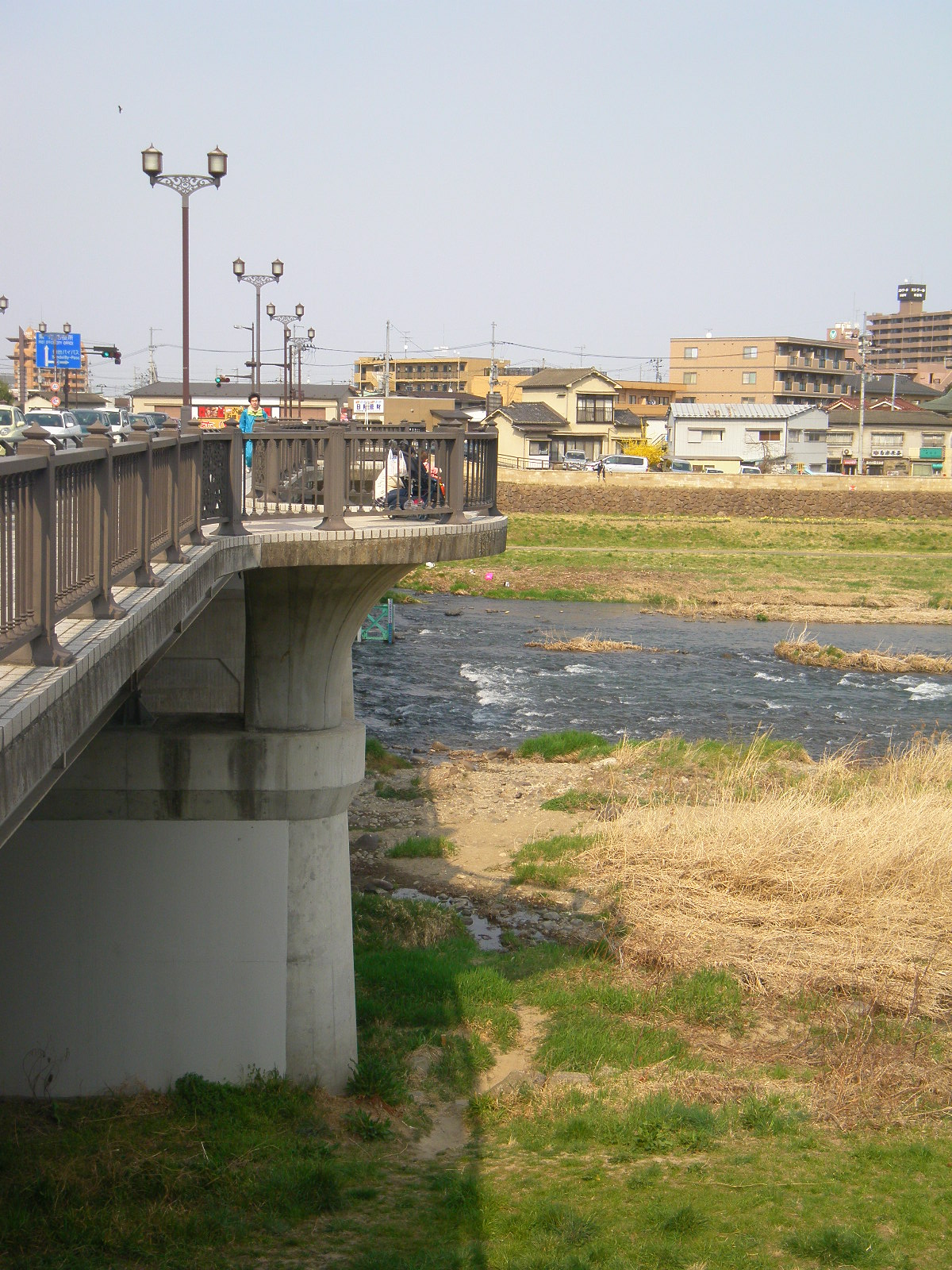
下流側（2009年4月）

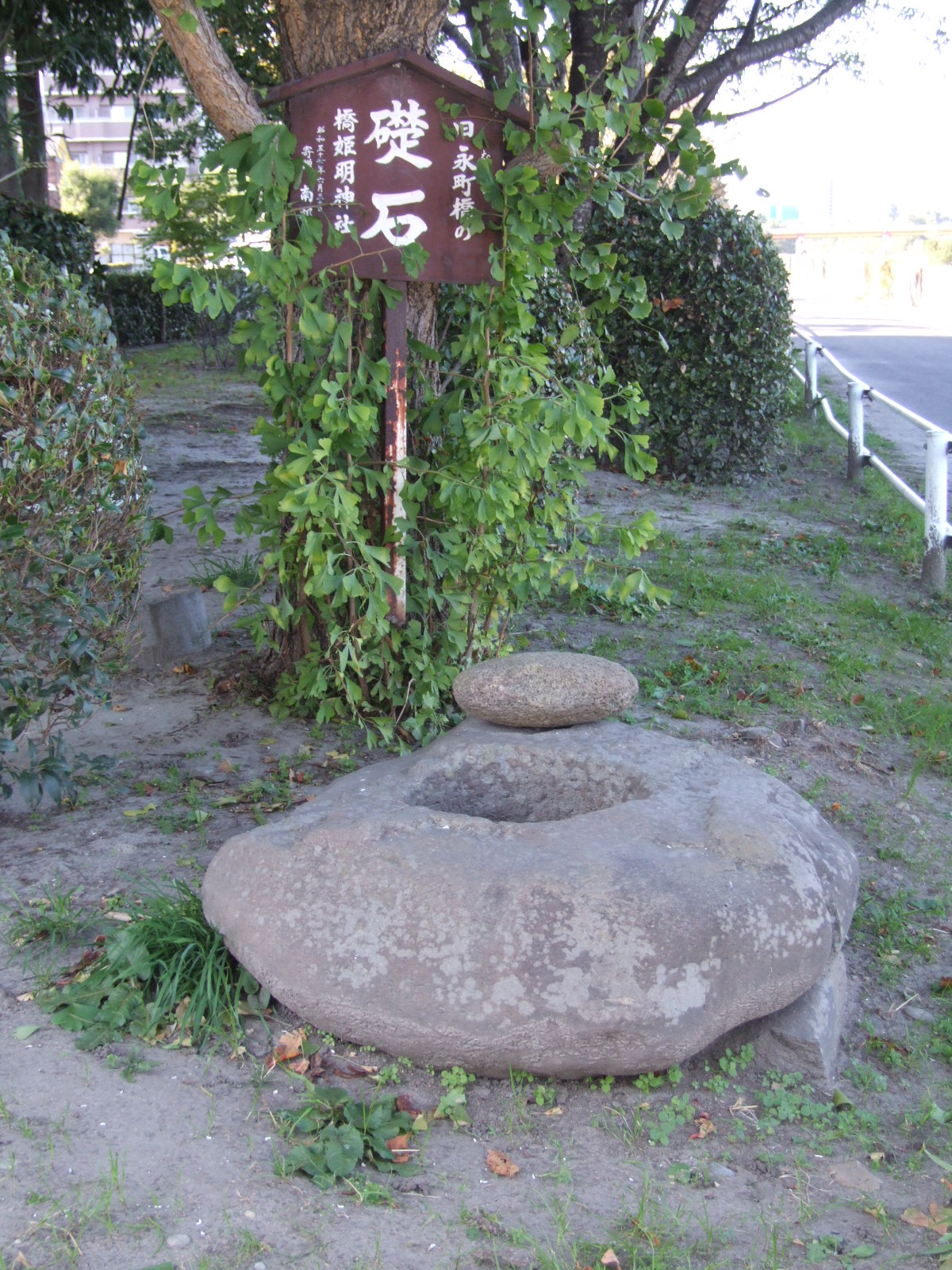
旧永町橋の礎石（2006年10月）

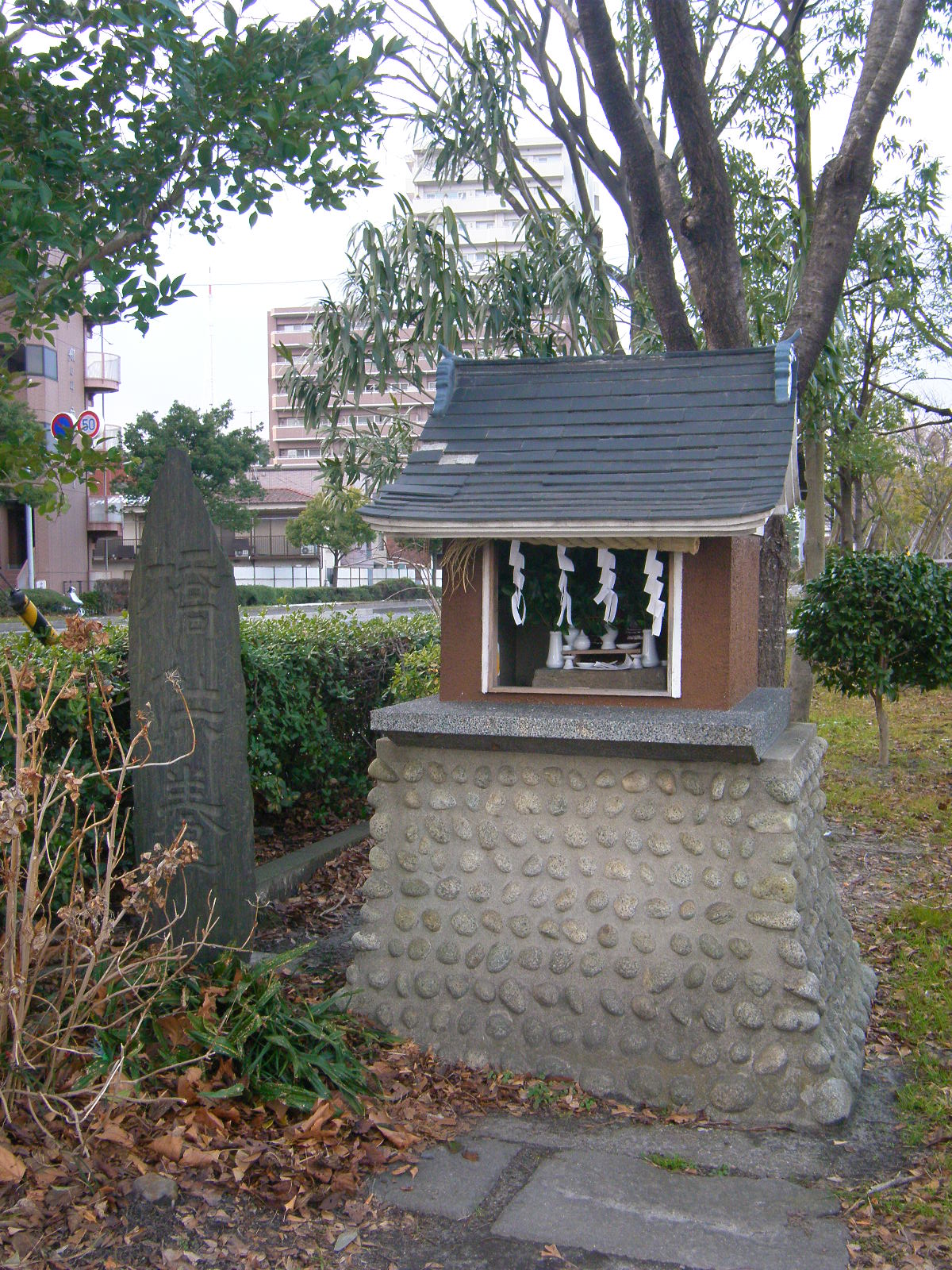
橋供養碑と橋姫明神社（2009年2月）

広瀬橋（ひろせばし）は、宮城県仙台市にある広瀬川にかかる橋である。宮城県道54号井土長町線が通り、若林区河原町と太白区長町を結ぶ。江戸時代には長町橋といい、奥州街道を通して仙台の入口にあたる重要な橋であった。また、1909年に架けられた前代の橋は、日本初の鉄筋コンクリート橋と言われる。（実際には1903年に架けられた京都の琵琶湖疏水運河第3トンネル東口のメラン式弧形桁橋の第11号橋が日本初の鉄筋コンクリート橋であり、現存する）現在の橋は橋長126.7メートル、橋幅22メートルの鋼桁橋である。

## 概要
江戸時代初めに設定された奥州街道沿いの橋として、長町橋（永町橋）の名で架けられた。仙台の城下町の入口にあたり、大水でしばしば流されたがその都度架け替えられた。南に接するのは長町宿で、その運送業者は壊れて流された橋のために橋供養の碑を立てて祀った。いつの頃か、橋を建てるときの人柱になった娘のためのものという伝説が生まれ、橋姫明神社という祠ができた。祠の左右に橋供養の碑とかつて長町橋の柱を据えた礎石がある。
1909年（明治42年）に、日本初の鉄筋コンクリート橋と言われる橋が架けられ、頻繁な破損と架け替えの歴史は終わった。1935年には長町まで延びる仙台市電のために別の橋が隣に架けられた。1959年に現在の新しい橋ができたとき、市電はその橋の中央を通ることになった。1976年に市電が廃止されると、その部分は車道になった。

## 歴史

### 江戸時代の長町橋
江戸時代初めに奥州街道の長町橋として架けられた。江戸時代初期の城下町拡張によって、橋を渡った北岸の河原町が仙台城下の南の入口となった。
長町橋は大水で度々流され、その度に架けなおされた。橋の右岸上流側には木流堀の出口と、材木を引き上げる木場があり、付近に運送業者（伝馬、駕籠かきなど）が多数住んだ。そこで働く人々は、文政6年（1823年）に流された橋のために橋供養の碑を建てて祀った。橋の南詰め西側に置かれたもので、後に人柱になって埋められた娘を供養した碑だという伝説が生まれ、橋姫供養碑とも呼ばれた。一時近所の十八夜観音堂に遷された。後に元の位置に橋姫明神社という祠が作られ、橋供養碑はその脇に移された。

### 明治の長町橋
1889年（明治22年）に、煉瓦造りの橋脚の上に木と鉄で組んだハウトラス橋が架けられた。橋脚は3個あった。
次第に腐朽したため、宮城県は明治35年（1902年）に改築計画を立てたが、予算がつかず、仮橋を架設した。しかしその仮橋も腐朽したので、危険になり、いよいよ架け替えが避けられなくなった

### 1909年の広瀬橋
宮城県ははじめ長さ70間、幅3間（長さ127メートル、幅5.5メートル）の鉄橋で架け替えることを計画していたが、交通の増大と将来の電気鉄道敷設を考慮して、幅66尺6寸（約10メートル）の鉄筋コンクリート橋に変更された。計画では、従来の橋台の幅を広げ、新しく橋脚を2台増設し、その拡張・増設部分はコンクリート造で表面に煉瓦を張ることとした。
1909年（明治42年）6月に着工、11月に完成した橋は、広瀬橋と名を改めた。長さ127メートル、幅10.3メートルで、車道と歩道を分離して設け、工費7万5000円を費やした。材料のセメントは北海道セメント（太平洋セメント北海道工場の前身）、鋼は八幡製鉄所が供給し、高欄は東京美術学校が制作した。
広瀬橋は建設当時から日本で最初の鉄筋コンクリート橋と言われてきた。しかし、鉄筋コンクリート橋としては1903年（明治36年）に琵琶湖第一疏水に架けられた第11号橋のほうが古いようである。
1935年（昭和10年）7月31日に、仙台市電長町線のため、市電用の軌道専用橋が道路橋の川上に並んで架けられた。長町線の開通は翌年12月11日のことであった。

### 1959年の広瀬橋
1909年の橋は大型車の通行に耐えられなかったため、1959年（昭和34年）に2億5000万円をかけて新しい橋に架け替えられた。このとき複線の市電軌道が道の中央に入れられた。市電は1976年（昭和51年）に廃止されたため軌道は撤去され、以降は自動車・歩行者用の橋になった。長さ126.7メートル、幅22.0メートルの鋼桁橋である。
1990年頃に、橋の装飾を改め、歩道の両側に8つのバルコニーを設けた。長らく国道4号を通していたが、2008年4月1日付で広瀬河畔通を経由して愛宕大橋を通るルートに変更されたため、宮城県道54号井土長町線の橋となった。

### 年表
- 文化9年（1812年）7月9日 - 大雨で落橋[9]。
- 文政6年（1823年） - 橋供養碑が立てられた。
- 1889年（明治22年） - 煉瓦の橋脚、木と鉄のトラス橋が架けられた。
- 1909年（明治42年）6月 - 鉄筋コンクリートの広瀬橋着工、11月竣工。
- 1935年（昭和10年）7月31日 - 仙台市電の専用橋が隣に架けられた。
- 1936年（昭和11年）12月11日 - 仙台市電長町線開通。
- 1959年（昭和34年） - 現在の橋が架けられた。
- 1976年（昭和51年） - 市電廃止。
- 2008年（平成20年) 4月1日 - 橋を渡る道路が国道4号から宮城県道54号井土長町線となる